# Rivière à la Marte
Der Rivière à la Marte ist ein ca. 230 km langer linker Nebenfluss des Rivière Rupert in der Jamésie im Südwesten der kanadischen Provinz Québec.

## Flusslauf
Der Rivière à la Marte hat seinen Ursprung nördlich des Lac Robineau und etwa 75 km westlich des Lac Mistassini. Er durchfließt zahlreiche Seen auf seinem Weg nach Westen und mündet schließlich in den Rivière Rupert. Größere Seen, welche er dabei durchfließt sind: Lac Montmort, Petit lac Loon, Lac Courseron, Lac Camousitchouane, Lac Le Cordier, Lac Tésécau, Lac Legoff. Das Einzugsgebiet umfasst 4505 km² und liegt zwischen dem des Rivière Rupert im Norden und dem des Rivière Broadback im Süden.